# Ranirbazar
Ranirbazar es un pueblo y nagar Panchayat situado en el distrito de Tripura occidental en el estado de Tripura (India). Su población es de 13104 habitantes (2011). Se encuentra a orillas del río Haora.

## Demografía
Según el censo de 2011 la población de Khowai era de 13104 habitantes, de los cuales 6719 eran hombres y 6385 eran mujeres. Ranirbazar tiene una tasa media de alfabetización del 92,64%, superior a la media estatal del 87,22%: la alfabetización masculina es del 95,39%, y la alfabetización femenina del 89,74%.